# Dawson (Nebraska)
Dawson és una població dels Estats Units a l'estat de Nebraska. Segons el cens del 2000 tenia 209 habitants.

## Demografia
Segons el cens del 2000, Dawson tenia 209 habitants, 84 habitatges, i 56 famílies. La densitat de població era de 384,3 habitants per km².
Dels 84 habitatges en un 33,3% hi vivien nens de menys de 18 anys, en un 54,8% hi vivien parelles casades, en un 7,1% dones solteres, i en un 33,3% no eren unitats familiars. En el 29,8% dels habitatges hi vivien persones soles el 13,1% de les quals corresponia a persones de 65 anys o més que vivien soles. El nombre mitjà de persones vivint en cada habitatge era de 2,49 i el nombre mitjà de persones que vivien en cada família era de 3,04.
Per edats la població es repartia de la següent manera: un 28,7% tenia menys de 18 anys, un 10,5% entre 18 i 24, un 24,4% entre 25 i 44, un 23,4% de 45 a 60 i un 12,9% 65 anys o més.
L'edat mediana era de 36 anys. Per cada 100 dones de 18 o més anys hi havia 96,1 homes.
La renda mediana per habitatge era de 37.500 $ i la renda mediana per família de 39.375 $. Els homes tenien una renda mediana de 26.875 $ mentre que les dones 25.781 $. La renda per capita de la població era de 13.415 $. Cap de les famílies i el 3,2% de la població estaven per davall del llindar de pobresa.

## Poblacions més properes
El següent diagrama mostra les poblacions més properes.